# Sepedophilus testaceus
Sepedophilus testaceus är en skalbaggsart som först beskrevs av Fabricius 1793.  Sepedophilus testaceus ingår i släktet Sepedophilus, och familjen kortvingar. Arten är reproducerande i Sverige.